# Kleiner Knöterich
Der Kleine Knöterich (Persicaria minor (Huds.) Opiz, Syn.: Polygonum minus Huds.) ist eine Pflanzenart aus der Gattung Knöteriche (Persicaria) in der Familie der Knöterichgewächse (Polygonaceae).

## Beschreibung

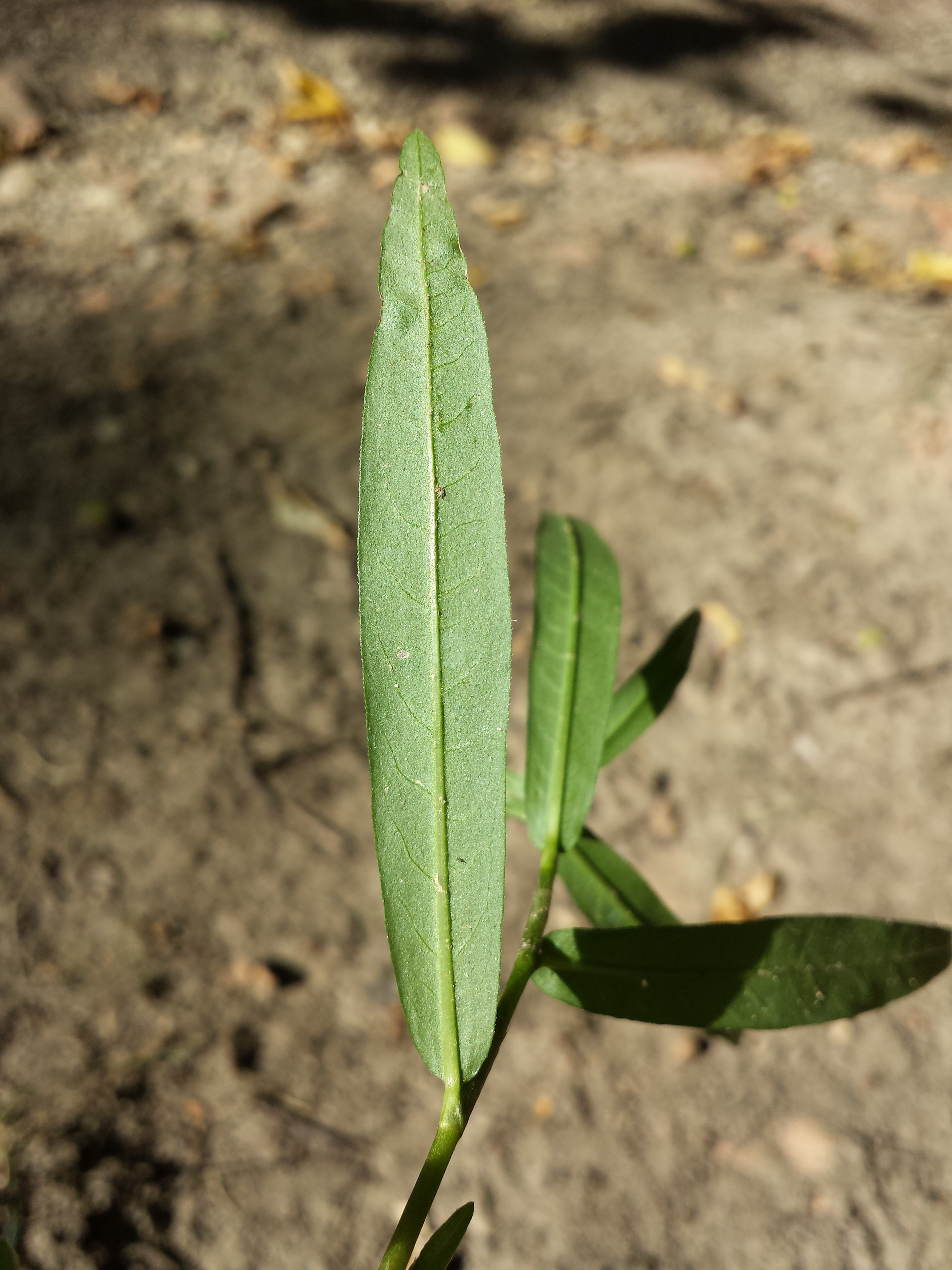
Die Laubblätter sind linealisch und weisen unterseits undeutliche Seitennerven auf.

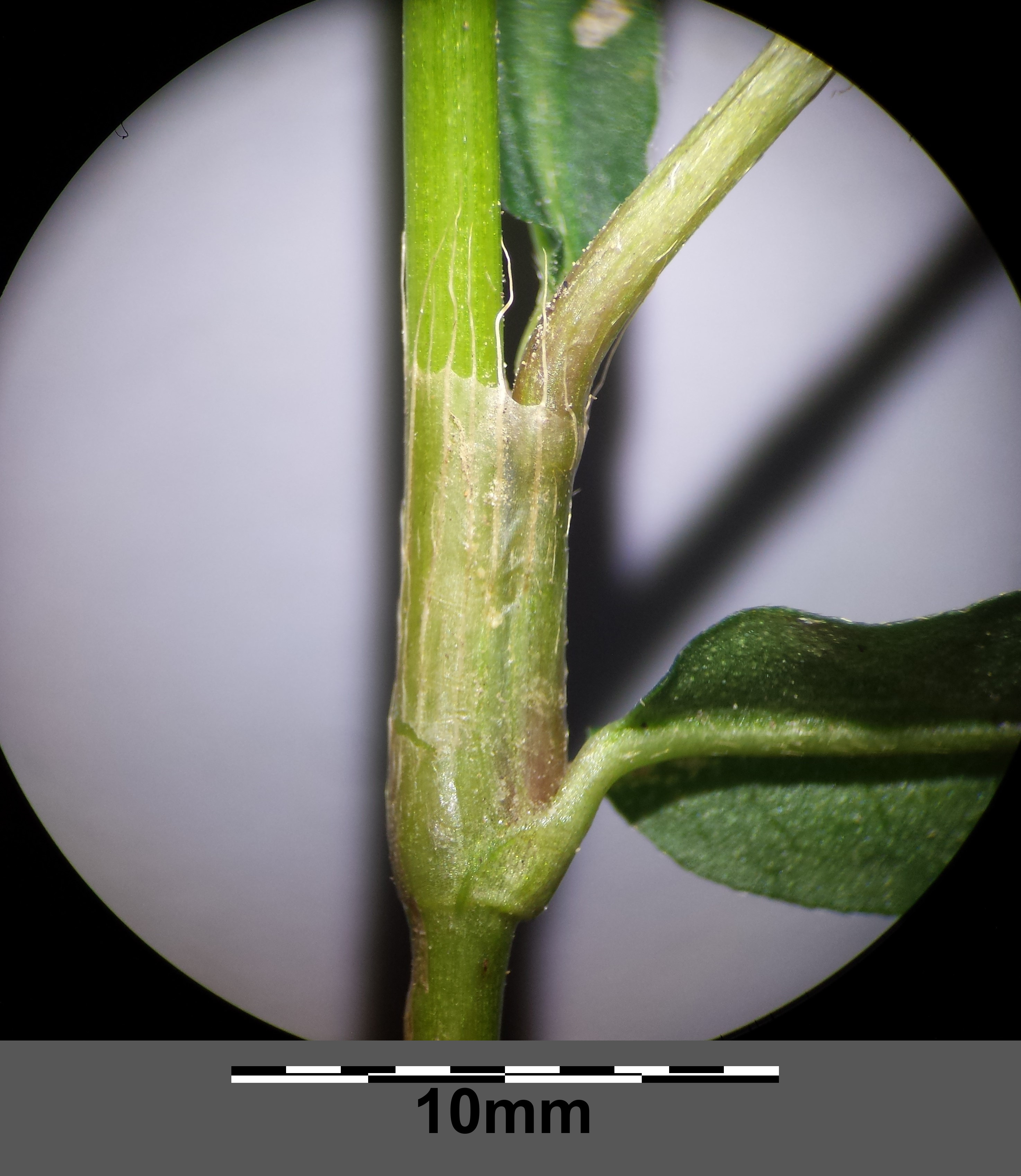
Stängel mit kurz anliegend behaarter und oben bewimperter Nebenblattscheide

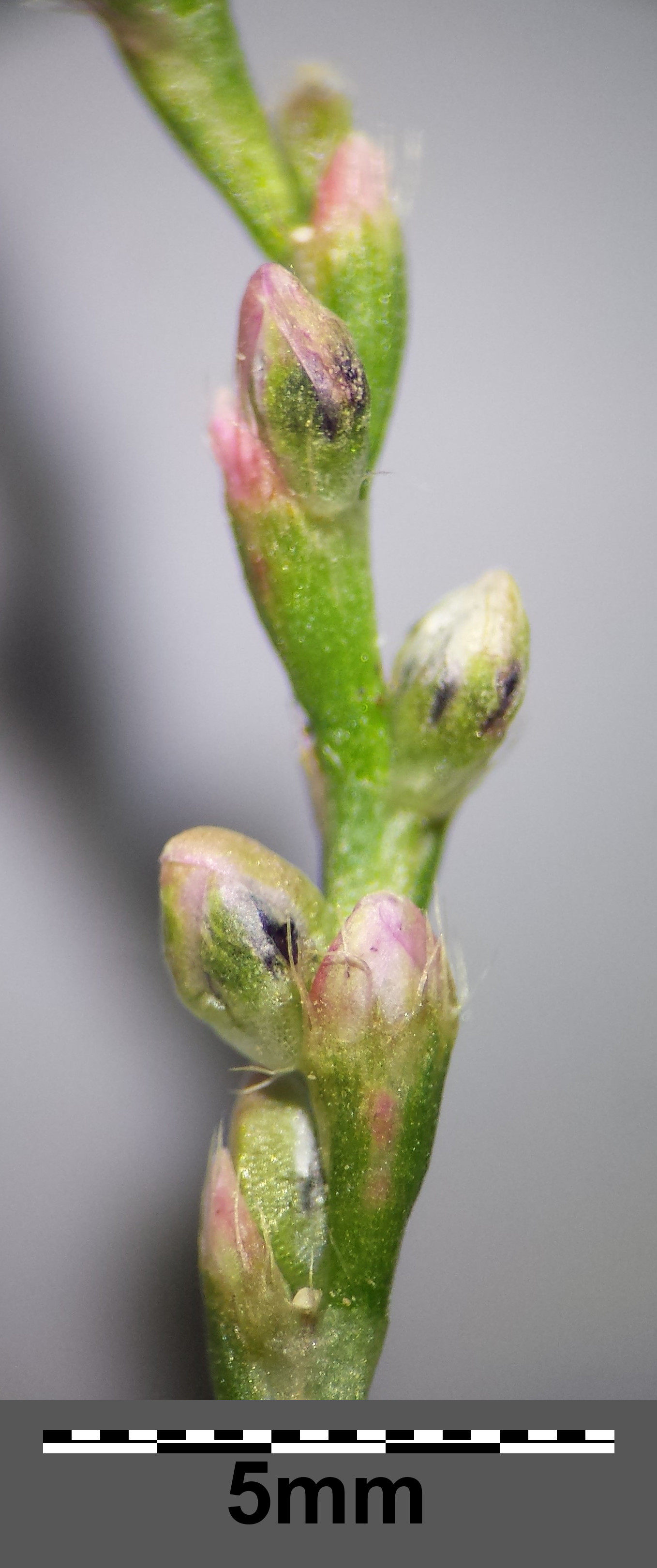
Blütenstand, die Blüten überdecken einander kaum.

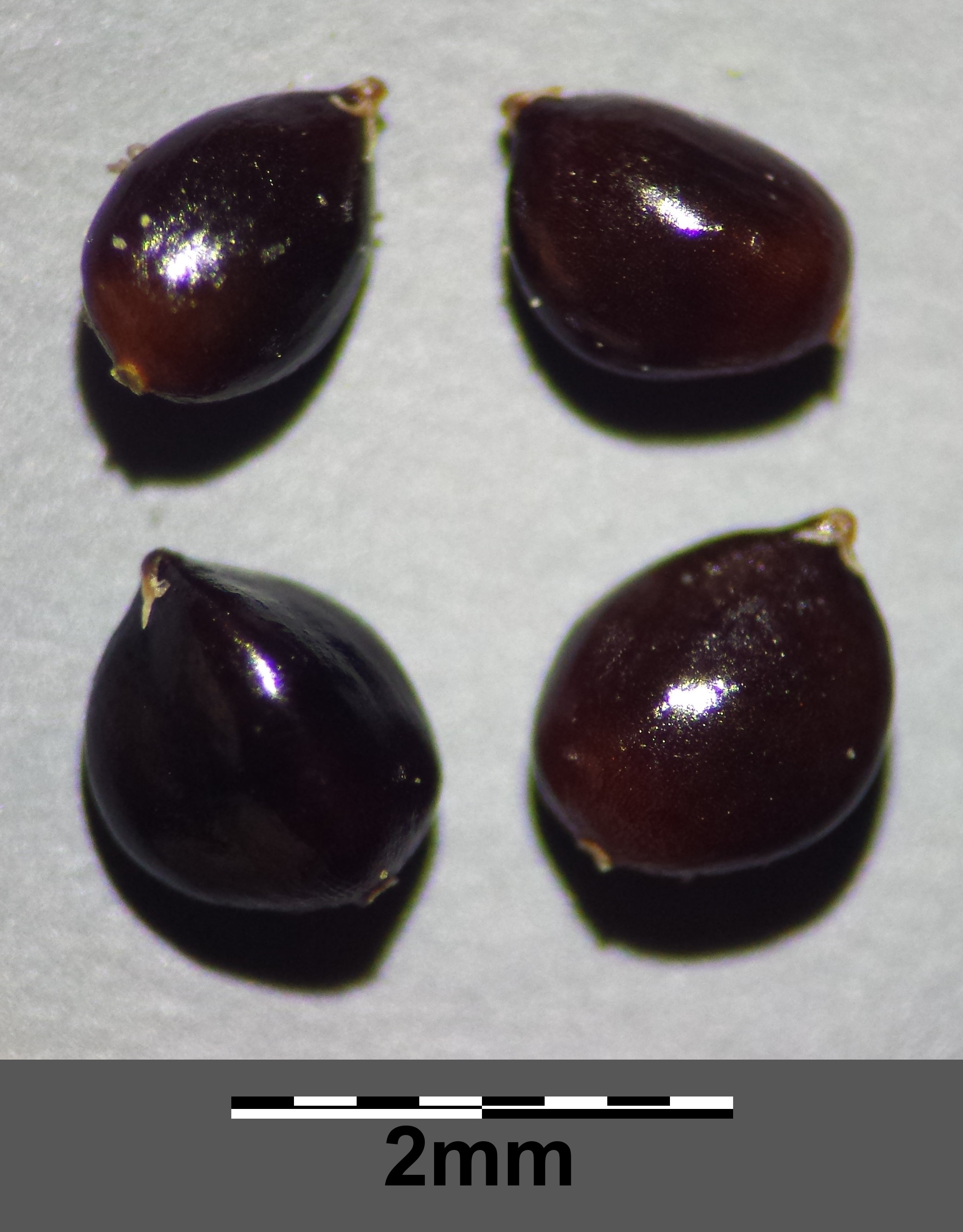
Linsenförmige Früchte

Der Kleine Knöterich ist eine einjährige, krautige Pflanze. Der niederliegende bis aufsteigende Stängel erreicht meist Wuchshöhen zwischen 15 und 30 cm. Die Laubblätter sitzen fast am Stängel an und sind lineal bis lineallanzettlich geformt. Sie sind aus meist abgerundetem Grund durchschnittlich 3 bis 8 mm breit, wobei sich bis zur Blattmitte wenig Breitenänderungen zeigen. Blattadern sind in der Regel nur undeutlich vorhanden. Die Nebenblattscheiden sind angedrückt behaart und lang gewimpert (2 bis 5 mm). 
Die Scheinähren wachsen meist aufrecht, wobei die Blüten purpurrot oder weiß gefärbt sind. Die Blütenhüllblätter sind drüsenlos. Die glänzend schwarzen Nussfrüchte besitzen eine Länge von etwa 1,5 bis 2,5 mm. 
Die Blütezeit erstreckt sich im Wesentlichen von Juli bis Oktober.
Die Chromosomenzahl beträgt 2n = 40.

## Standorte und Verbreitung
Der Kleine Knöterich wächst an Ufern, Gräben und feuchten Wegen. Er bevorzugt nasse, nährstoffreiche und kalkfreie Böden. Sein Verbreitungsgebiet umfasst Europa bis Zentralasien, Sibirien und den fernen Osten Russlands.
In Deutschland kommt die Art im gesamten Gebiet zerstreut vor, sie ist insbesondere aber in den Silikatgebieten präsent. In den Alpen steigt sie bis auf eine Höhe von 750 m an. In Österreich ist der Kleine Knöterich selten, während er in der Schweiz zerstreut aufzufinden ist. Er ist eine Charakterart des Polygonetum minori-hydropiperis aus dem Verband Bidention.